# Picamoixons
Picamoixons es una entidad municipal descentralizada situada a poniente del término municipal de Valls, en la comarca del Alto Campo, provincia de Tarragona (España). Forma parte del Arzobispado de Tarragona.
Situada al este del término municipal. En el año 2013 tenía 454 habitantes. Cuenta con un pequeño anexo, la Plana.
Tiene una estación de ferrocarril (Rodalies de Catalunya), donde se cruzan las líneas de Lérida a Tarragona y la de Barcelona a Lérida por Villanueva y Geltrú.

## Historia
Históricamente ha sido un lugar de paso, debido a su emplazamiento estratégico, ya que el río Francolí se abre paso entre la Cuenca de Barberá y el Campo de Tarragona. 
Se han encontrado en diversas excavaciones objetos púnicos e itálicos.
Esta localidad ya se menciona en el año 1171, con el nombre de Rocabruna, en una misiva en la que el arzobispo y el rey encargaban a Pere de Vilagrassa estos parajes para que estableciesen una población fortificada. 
El nombre actual de Picamoixons aparece por primera vez en un documento del año 1192 y es una Entidad Municipal Descentralizada de Valls desde el año 1996.

## Monumentos
- Torre del Petrol, es una torre medieval de vigilancia.
- Iglesia Parroquial, de estilo románico y dedicada a San Salvador.

## Economía
La economía está basada en la agricultura, la elaboración de aceite y en las fábricas papeleras.

## Fiestas
- Fiesta Mayor de Verano (1ª quincena de agosto)
- Fiesta Mayor de Invierno (Día de San José)